# Union des Couronnes

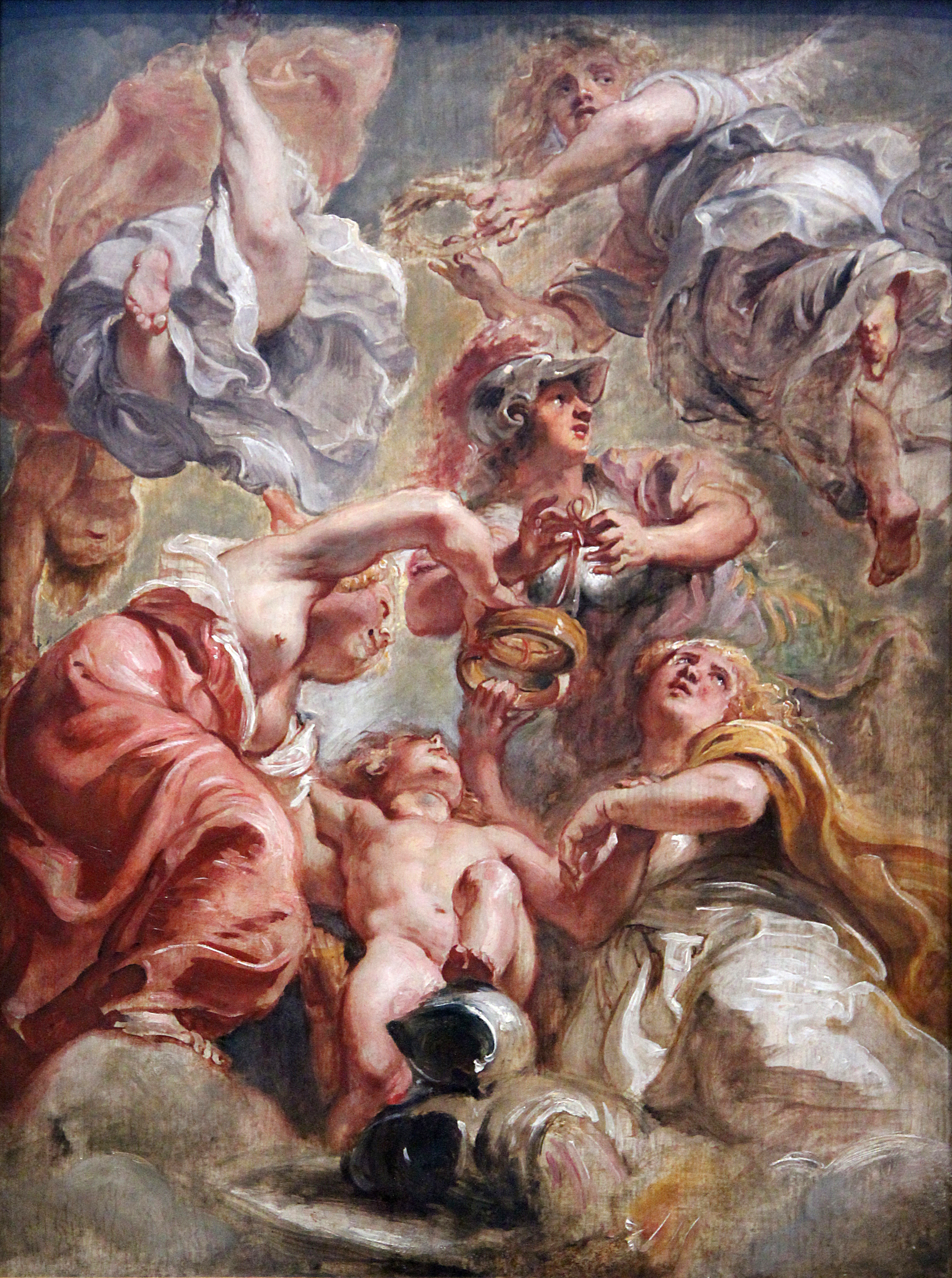
« L'Angleterre et l'Écosse avec Minerve et l'Amour », tableau allégorique de Pierre Paul Rubens représentant l'Union des Couronnes.

L'Union des Couronnes fait référence à l'accession en 1603 de Jacques VI Stuart, roi d'Écosse, au trône d'Angleterre et d'Irlande, sous le nom de Jacques Ier, réunissant ainsi ces deux domaines sous un seul monarque, à la suite de la mort de sa cousine, Élisabeth Ire, dernier monarque de la dynastie Tudor, décédée célibataire et sans enfant.
Cette expression elle-même, bien que généralement acceptée, est équivoque, car ce ne fut pas, à proprement parler, une union personnelle, ni une union dynastique, puisque les Couronnes demeuraient distinctes et séparées, malgré les efforts de Jacques Stuart pour créer un nouveau trône impérial de Grande-Bretagne. L'Angleterre et l'Écosse, bien que partageant le même monarque, demeurèrent des États indépendants, jusqu'à l'Acte d'Union de 1707, conclu durant le règne du dernier monarque de la maison Stuart, Anne de Grande-Bretagne, et créant le royaume de Grande-Bretagne.

Devise de Jacques VI et Ier : il associe la rose Tudor d'Angleterre et le chardon d'Écosse.

## Le Chardon et la Rose

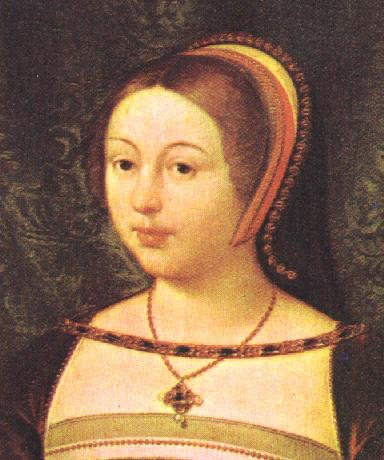
Marguerite Tudor.

En août 1503, Jacques IV d'Écosse épousa Marguerite Tudor, fille aînée de Henri VII d'Angleterre, et l'esprit d'une nouvelle époque fut célébré par le poète William Dunbar dans Le Chardon et la rose.
Ce mariage était la conséquence du traité de Paix perpétuelle, conclu l'année précédente, qui, en théorie du moins, mettait fin à des siècles de rivalité anglo-écossaise. À bien des égards, ce fut le plus important mariage politique de l'histoire des deux royaumes, car il unissait les Stuarts et la dynastie anglaise des Tudors. Bien qu'à l'époque, l'accession d'un prince écossais au trône anglais semblât très peu probable, il y avait cependant du côté anglais beaucoup de personnes inquiètes des implications dynastiques du mariage, certaines appartenant au Conseil privé. Pour repousser leurs craintes, Henry VII est réputé avoir dit :
« …notre royaume ne subirait là aucun dommage, car dans ce cas l'Angleterre ne se fondrait pas dans l'Écosse, mais ce serait l'Écosse qui se fondrait dans l'Angleterre, à cause des plus nobles seigneurs de toute l'île… tout comme lorsque la Normandie vint au pouvoir des Anglais, nos ancêtres. »
La paix ne fut pas perpétuelle : elle ne dura pas plus d'une dizaine d'années, brisée par un jeune roi et une ancienne alliance. En 1513, Henri VIII, roi d'Angleterre et d'Irlande, qui avait succédé à son père six ans plus tôt, partit en guerre contre la France, qui répliqua en invoquant les termes de la Auld Alliance, une vieille alliance militaire signée entre l'Écosse, la Norvège et la France. Jacques IV d'Écosse envahit en conséquence le Nord de l'Angleterre, pour se faire battre et tuer à la bataille de Flodden Field.
Pendant les décennies qui suivirent, les relations anglo-écossaises furent parfois mauvaises, et parfois pires. Au milieu du règne d'Henri VIII, les problèmes de la succession royale, qui semblaient si insignifiants en 1503, prirent de grandes proportions, quand la question de la fertilité des Tudors — ou plutôt de leur manque de fertilité — entra dans l'arène politique. La lignée de Marguerite Tudor fut explicitement écartée de la succession anglaise. Mais cette question, qui paraissait définitivement tranchée, refusait de se dissiper, surtout lorsque Élisabeth Ire devint reine. Bien que la question de son mariage fût soulevée maintes et maintes fois, elle fut tout d'abord éludée, puis oubliée avec le temps. Pendant la dernière décennie du règne de la « reine vierge », il devint clair à tous que Jacques VI, roi d’Écosse, arrière-petit-fils de Jacques IV et de Marguerite Tudor, était le seul héritier acceptable. Pendant une grande partie de sa vie d'adulte, Jacques, maussade et impécunieux, rêva d'un trône méridional.

## «Je suis la tête»

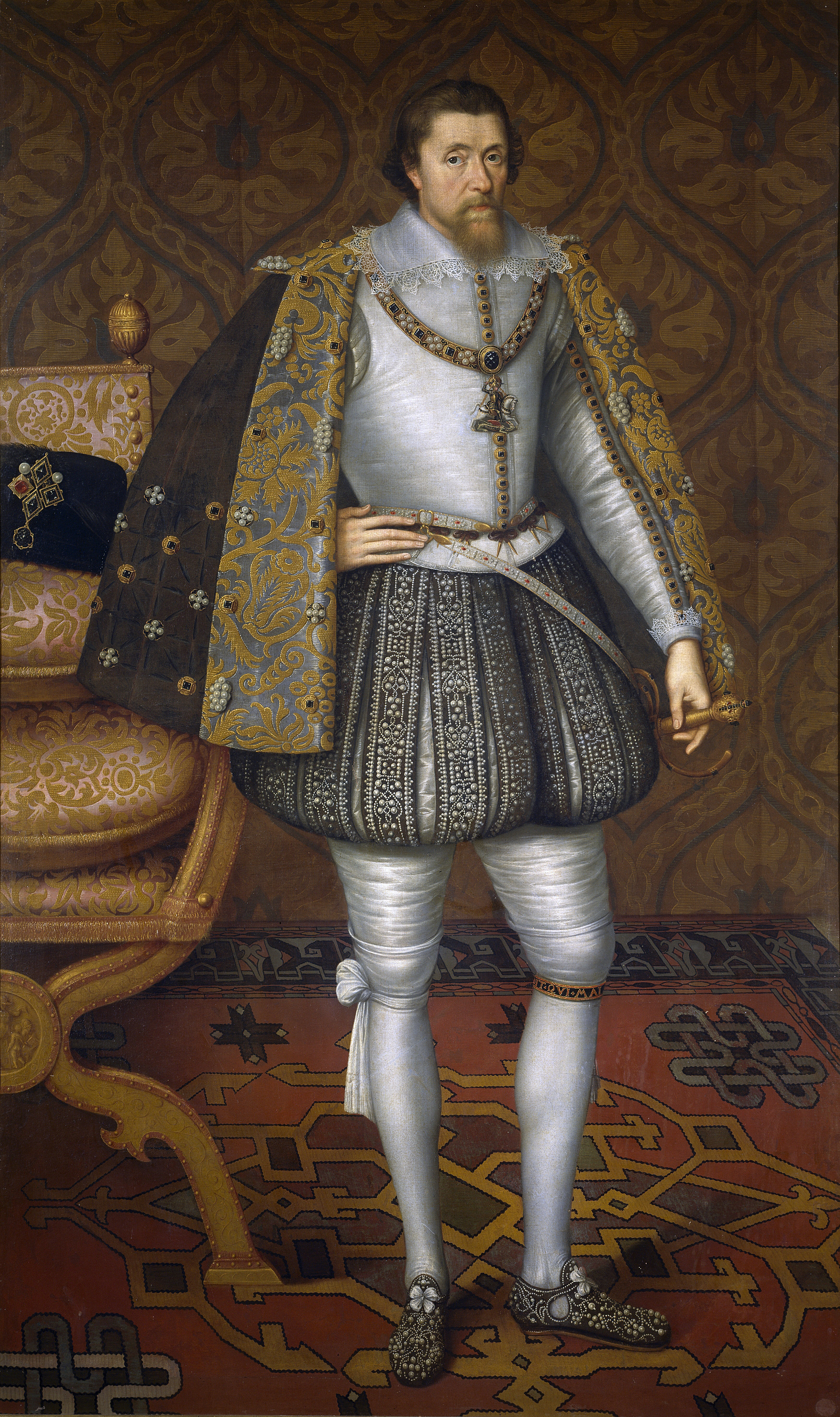
Jacques Ier d'Angleterre.

À partir de 1601, pendant les dernières années de la vie d'Élisabeth Ire, certains hommes politiques anglais, notamment son principal ministre, Robert Cecil, entretenaient une correspondance secrète avec Jacques VI afin de préparer en douceur la succession. Cecil conseilla à Jacques VI de ne pas insister sur la question de la succession avec la reine, mais au contraire de la traiter simplement, avec gentillesse et respect. Cette approche se montra efficace. Élisabeth écrivit à Jacques : « J'espère que vous ne douterez pas que vos dernières lettres soient reçues de si plaisante façon que mes remerciements ne peuvent vous être donnés que de reconnaissante manière ». En mars 1603, comme la reine était manifestement en train de mourir, Cecil envoya à Jacques VI une ébauche de proclamation de son accession au trône d'Angleterre. Les forteresses stratégiques furent mises en alerte, et Londres placé sous surveillance. Élisabeth mourut aux premières heures du 24 mars, et, dans les huit heures, Jacques VI fut proclamé roi à Londres. Cette nouvelle fut accueillie sans protestation, et sans troubles.
Le 5 avril 1603, Jacques quitta Édimbourg pour Londres, promettant d'y revenir tous les trois ans, une promesse qui ne fut jamais tenue, et il avança lentement, de ville en ville, de façon à arriver dans la capitale après les funérailles d'Élisabeth. Le long du parcours, les seigneurs locaux reçurent Jacques avec faste, et ses nouveaux sujets s'agglutinaient pour le voir, soulagés par-dessus tout que la succession n'eût pas déclenché de troubles ni d'invasion. Lorsqu'il entra dans Londres, il fut assailli. Un observateur rapporta que la foule était si grande « qu'elle couvrait la beauté des champs, et que les gens étaient si avides d'apercevoir le roi qu'ils se blessaient les uns les autres. Le couronnement anglais de Jacques VI d'Écosse, devenant Jacques Ier d'Angleterre, eut lieu le 11 juillet, et fut agrémenté d'allégories sophistiquées élaborées par des auteurs de théâtre, comme Thomas Dekker et Ben Jonson, bien que les festivités dussent être limitées à cause de l'apparition de la peste. Néanmoins, tout Londres était présent pour l'occasion : « Les rues paraissaient pavées avec des hommes », écrit Dekker. « Les étals, au lieu d'exposer de riches marchandises, étaient chargés d'enfants, et les femmes se serraient par les fenêtres ouvertes ».
Quelles que fussent les craintes résiduelles que certains, en Angleterre, pouvaient éprouver à l'idée d'être régis par un Écossais, l'arrivée de Jacques éveilla de grandes espérances. Les dernières années d'Élisabeth avaient été décevantes, et, c'était un soulagement, pour une nation troublée depuis tant d'années par la question de la succession, que le nouveau roi fût un chef de famille qui avait déjà plusieurs héritiers mâles sous son aile. Mais son état de grâce fut de courte durée, et ses premières initiatives politiques furent pour beaucoup dans la création d'une tonalité négative qui transforma un heureux roi écossais en un décevant roi anglais. Sans doute la chose la plus importante et la plus prévisible fut la question de son statut et de son titre exact. Jacques avait l'intention d'être le roi de Grande-Bretagne et d'Irlande. Le premier obstacle sur cette route fut le Parlement anglais.
En mars 1603, lors de son premier discours devant l'assemblée anglaise, Jacques donna une claire déclaration du manifeste royal :
« Ce que Dieu a uni, aucun homme ne peut le séparer. Je suis l'époux et l'île entière est ma femme légitime. Je suis la tête, et elle est le corps. Je suis le berger, et elle est mon troupeau. Par conséquent, j'espère que personne ne pensera que moi, roi chrétien devant l'Évangile, je pourrais être polygame, un mari avec deux femmes ; que, moi la tête, je devrais avoir un corps divisé ou monstrueux, ou qu'étant le berger, je devrais avoir mon troupeau partagé en deux. »
Le Parlement pouvait très bien avoir rejeté la polygamie ; mais le mariage, si mariage il y avait, entre les royaumes d'Angleterre et d'Écosse devait être au mieux morganatique. Les ambitions de Jacques furent accueillies avec très peu d'enthousiasme, puisqu'un par un les membres du Parlement se précipitèrent pour défendre les anciens nom et royaume d'Angleterre. Toutes sortes d'objections légales furent avancées : toutes les lois devraient être revues et tous les traités renégociés. Pour Jacques, dont l'expérience était limitée à la variété écossaise du Parlement, encadrée et semi-féodale, l'aplomb — et même l'obstination — de la version anglaise, qui avait une longue habitude de contrarier les monarques, fut un choc manifeste. Il décida d'esquiver le problème dans son ensemble en s'attribuant de façon unilatérale le titre de roi de Grande-Bretagne par une Proclamation concernant l'appellation de Sa Majesté le Roi le 20 octobre 1604, annonçant qu'il s'arrogeait « grâce à la clarté de mon droit le nom et l'appellation de Roi de Grande-Bretagne, de France et d'Irlande, défenseur de la foi, etc. ». Cela ne fit qu'aggraver le mécontentement. Même en Écosse, il n'y eut guère de réel enthousiasme pour ce projet, bien que les deux Parlements fussent finalement poussés à prendre en considération ce sujet. Certes, ils le considèrent pendant plusieurs années, mais jamais ils n'aboutirent à la conclusion désirée.

## Le premier et le plus ancien Empire

Le premier blason de la Grande-Bretagne, utilisé dans le royaume d'Angleterre à partir de 1603.

En Écosse, la fusion désirée par Jacques Ier rencontra le même manque de zèle qu'en Angleterre, mais pour d'autres raisons. Quel que fût le plaisir de voir un roi écossais succéder à la couronne d'Angleterre, après le danger séculaire de voir un roi anglais saisir celle d'Écosse, il y eut très tôt des signes montrant que plusieurs personnes appréhendaient le risque que « le plus petit se trouvât à la remorque du plus grand », comme l'avait prédit Henri VII. Un exemple patent aux yeux des Écossais était le sort du royaume d'Irlande, un royaume de nom, mais en pratique, une nation sujette. John Russell, homme de loi et écrivain, enthousiaste des premières heures d'« une Union heureuse et sacrée entre les deux anciens royaumes d'Angleterre et d'Écosse », prévint alors Jacques :
« Ne commençons pas par une comédie, pour finir par une tragédie ; être dans une union disparate, sans réelle égalité, et ainsi faire progresser un royaume pour gagner des honneurs, et négliger l'autre, y créant en même temps le vide et la désolation, cela ne conviendrait pas à l'honneur de Votre Majesté. Puisque Dieu a fait grandement avancer Votre Majesté, que l'Écosse, qui est votre premier et plus vieil Empire, demeure une part de votre grâce. »
Ces craintes furent reprises par le Parlement d'Écosse, apprenant de son cousin anglais que la parole du roi ne constituait pas une loi après tout. Les membres du Parlement, de la même façon que ceux d'Angleterre, dirent au roi qu'ils étaient « confiants » que ses plans de fusion des royaumes ne porteraient pas préjudice aux anciennes lois et libertés de l'Écosse, car de tels torts signifieraient que « ce ne serait plus une monarchie libre ».
Les peurs écossaises ne purent guère s'apaiser lorsque le roi, conscient maintenant de l'intensité de l'hostilité anglaise, tenta de rassurer ses nouveaux sujets en leur disant que la nouvelle union ressemblerait bien plus à celle qui existait entre l'Angleterre et le pays de Galles, et que, si l'Écosse refusait, « il les contraindrait à accepter, ayant ici un parti plus fort que le parti opposé des mutins ». En juin 1604, les deux Parlements, avec un manque évident d'enthousiasme, votèrent des lois nommant des commissaires chargés d'explorer la possibilité d'une « plus parfaite union ». On ne peut qu'avoir de la compassion pour ces hommes, dont les attributions étaient d'accomplir l'impossible — un nouvel État qui préserverait malgré tout les lois, les honneurs, les dignités, les charges et les libertés de chacun des deux royaumes. Jacques Ier, d'une humeur plus modérée et plus sage, clôtura la session finale de son premier Parlement par un reproche à ses opposants de la Chambre des communes : « Qu'il soit enseveli au plus profond des mers, celui qui ne songerait qu'à la séparation, là où Dieu a réalisé une telle union ».

## Misérables Écossais et singes anglais
Bien sûr, Jacques Ier voulait faire bouger les choses trop rapidement, tentant de faire disparaître presque du jour au lendemain une hostilité mutuelle vieille de plusieurs siècles. Il n'améliora guère sa position lorsqu'un grand nombre d'aristocrates écossais appauvris et d'autres à la recherche d'emploi se rendirent à Londres, prêts à rivaliser pour obtenir les très hautes places au sein du gouvernement. Plusieurs années plus tard, Sir Anthony Weldon (en) écrivait que « l'Écosse était trop bonne pour ceux qui l'habitaient, et trop mauvaise pour ceux qui avaient la charge de la conquérir. L'air devait y être sain, mais seulement pour les êtres fétides qui vivaient là. Leurs bêtes, dont il n'y avait au monde d'espèces plus nombreuses, étaient généralement petites (leurs femmes exceptées) ». Mais l'observation la plus directement blessante vint de la comédie Eastward Ho !, écrite en collaboration par Ben Jonson, George Chapman et John Marston. En s'enthousiasmant de la belle vie que l'on avait dans la colonie de Virginie, le capitaine au long cours, Seagull, promettait :
« Et puis vous vivrez heureux là-bas, sans sergents, sans courtisans, sans hommes de loi, sans informateurs ; seulement peut-être quelques Écossais entreprenants, qui sont vraiment répandus sur toute la surface de la Terre. Mais en ce qui les concerne, il n'y a pas au monde de meilleurs amis des Anglais et de l'Angleterre qu'eux, quand ils ne sont pas là. Et pour ma part, je souhaiterais qu'ils soient cent mille là-bas, car nous appartenons maintenant tous à la même nation, vous savez; et nous devrions obtenir grâce à eux dix fois plus de bien-être que nous n'en trouvons nous-mêmes ici. (Acte III scène 3) »
Toutefois, les Écossais étaient trop heureux de rendre la monnaie de la pièce, avec les intérêts. La vieille calomnie française, qui affirmait que les Anglais avaient des queues comme les singes, fut de nouveau mise en circulation, en y ajoutant de nombreuses autres satires anti-anglaises inédites, à tel point qu'en 1609, le roi fit voter une loi, promettant les plus terribles peines aux auteurs « de pasquinades, de libelles, de bouts rimés, de coq-à-l'âne, de comédies et de toute manifestation malsaine, où seraient calomniés et injuriés l'état et le pays d'Angleterre ».
Avec cet arrière-plan culturel et politique, ces messieurs de la commission parlementaire avaient peu de chance de faire quelque progrès sur le chemin d'une union étroite et intime. Dès octobre 1605, bien avant le rapport des commissaires, l'ambassadeur de la république de Venise nota que « la question de l'Union sera, j'en suis sûr, abandonnée ; car Sa Majesté est maintenant pleinement consciente que rien ne pourra être fait, chaque camp montrant une telle obstination que tout compromis est impossible ; et aussi Sa Majesté est résolue à abandonner cette question pour l'instant, espérant que le temps consumera les mauvaises humeurs ». Elles finirent par être consumées en effet, mais cela demanda bien plus de temps que ne l'avait imaginé Jacques Ier.

## Au niveau des droits des sujets
En 1606, le rêve de Jacques Ier d'une couronne impériale britannique était presque éteint. La commission de l'Union avait fait peu de progrès, et seulement en n'abordant cette grande tâche que d'un seul côté, se concentrant uniquement sur les problèmes apparemment plus aisés, comme les lois concernant les frontières hostiles, le commerce et la citoyenneté. Les frontières allaient devenir les « comtés du milieu », comme si l'histoire pouvait être éludée par de la sémantique. Mais les questions du libre-échange se révélèrent sujettes à polémiques, car elles menaçaient de puissants groupes d'intérêts économiques, tout comme la question de l'égalité des droits devant la loi, qui allait devenir un débat sur l'immigration. Des parlementaires exprimèrent ouvertement leurs craintes que les emplois des Anglais seraient menacés par tous les pauvres du royaume d'Écosse, qui « allaient affluer ici en de telles masses que la mort et la pénurie en seront les plus probables conséquences ». La situation exacte des « post nati », ceux qui étaient nés après l'Union de mars 1603, ne fut jamais clarifiée par le Parlement. Finalement, ce furent les tribunaux qui, en 1608, durent apporter une solution à cette impasse lors du cas du bébé Robert Calvin, étendant les droits de propriété de la loi commune anglaise aux sujets du roi, c'est-à-dire aux Écossais.

## Fond et symboles

Le premier Union Flag.

Le modèle écossais.

Finalement, Jacques Ier ne put obtenir sa couronne impériale, et par nécessité, il fut obligé d'accepter la polygamie politique, qu'il rejetait en 1603. Ignorant le fond du problème non résolu, il joua avec les symboles, créant un nouveau blason, une monnaie commune, et d'autres choses semblables. Mais la création d'un drapeau national se révéla aussi problématique que celle de la couronne nationale. Plusieurs modèles furent essayés, mais lorsque l'un d'eux paraissait acceptable à un camp, il offensait inévitablement l'autre camp. Jacques Ier finalement proclama le nouveau drapeau de l'Union le 12 avril 1606, mais il fut accueilli sans grand enthousiasme, spécialement par les Écossais, qui voyaient une croix de St George surimposant une croix de St André. Ils cherchèrent à créer leur propre motif, dans lequel la surimposition était inversée. Ce modèle fut utilisé en Écosse jusqu'en 1707. Pendant des années encore, les vaisseaux des deux nations continuèrent à arborer leurs drapeaux respectifs, en dépit de la proclamation royale. Ironiquement, l'Union Flag n'entra en usage courant que sous le Protectorat de Cromwell.

## Britanniques
Jacques Ier ne créa pas la couronne britannique, mais, dans un sens du moins, il créa les Britanniques en tant que groupe distinct d'individus. En 1607, de grandes étendues de terres revinrent à la couronne. Une nouvelle plantation en Irlande fut lancée, animée par des colons protestants anglais et écossais, issus pour la plupart des régions frontalières, les « comtés du milieu » entre le Firth of Clyde et l'estuaire du fleuve Mersey, et une minorité venant de Bristol et de Londres. Au fil des années, les colons, entourés d'Irlandais catholiques hostiles, abandonnèrent progressivement leurs racines écossaises ou anglaises, devenant ainsi des Britanniques, comme un moyen d'affirmer leur différence vis-à-vis de leurs voisins gaéliques. Ce fut dans cette partie du Royaume-Uni que l'identité britannique prit véritablement son sens politique et culturel, par opposition au vernis d'autres associations nationales plus anciennes.
Pourtant, avec le temps, le caractère britannique développa aussi ses racines en Angleterre et en Écosse, particulièrement à l'époque de l'Empire britannique. De manière générale, les individus se sentaient anglais ou écossais en premier lieu, et britanniques en second. En Irlande du Nord, les communautés protestantes se considéraient uniquement britanniques. Ce fut le legs de Jacques Ier le plus durable et le plus difficile.

## Une Union parfaite?
À bien des égards, les problèmes de l'union dynastique de l'Angleterre et de l'Écosse furent peu différents de ceux qui furent engendrés par des expériences similaires ailleurs en Europe : le cas de l'Aragon et de la Castille fut comparable, ainsi que l'union temporaire de la Suède et de la Pologne. Ce processus d'unification de peuples et de nations se généralise à travers l'Europe. Les unions de ce type peuvent fonctionner, mais elles demandent du temps pour se mettre en place. L'union de l'Angleterre et de l'Écosse finit par réussir, mais ce ne fut jamais un mariage d'égaux. Jacques avait promis qu'il retournerait dans son royaume tous les trois ans. En fait, il n'y revint qu'une seule fois, en 1617, et, même alors, ses conseillers anglais le supplièrent de rester à Londres. L'Écosse put garder son indépendance institutionnelle jusqu'à la complète union parlementaire de 1707, mais elle perdit le contrôle de certains domaines vitaux de sa politique, en particulier les affaires étrangères, qui restèrent l'apanage de la couronne. Cela veut dire qu'en pratique, les questions politiques furent inévitablement traitées en fonction des intérêts de l'Angleterre et non de ceux de l'Écosse. Par exemple, lors des guerres hollandaises de Charles II, l'Écosse fit la guerre à son principal partenaire commercial, alors qu'aucun de ses intérêts n'y gagnât, ni ne fût menacé. Les tentatives de l'Écosse pour établir un commerce avec les colonies d'outre-mer, tout d'abord en Nouvelle-Écosse, puis plus tard dans l'isthme de Panamá avec le funeste plan Darien, échouèrent en partie à cause de la priorité donnée par le souverain aux intérêts anglais sur les intérêts écossais. Avec le temps, la couronne impériale de Jacques diminua en taille et en importance, à tel point qu'en 1616, il dut admettre ouvertement devant la Chambre étoilée que son intention « fut toujours de réaliser l'union en unissant l'Écosse à l'Angleterre, et non l'Angleterre à l'Écosse ». Des années plus tard, la reine Anne, le premier vrai monarque britannique, décrivit les Écossais comme un peuple étrange, et dit lors de son premier Parlement qu'elle savait que son cœur « était entièrement anglais ». Ce fut George III, un descendant de la germanique maison de Hanovre, qui retrouva un peu de l'esprit de Jacques Ier, lorsqu'il déclara sa fierté dans le nom de Britannique.